# Alexandromys mujanensis
Alexandromys mujanensis (Orlov & Kovalskaya,, 1978) è un roditore della famiglia dei Cricetidi diffuso in Siberia.

## Descrizione

### Dimensioni
Roditore di piccole dimensioni, con la lunghezza della testa e del corpo tra 110 e 158 mm, la lunghezza della coda tra 34 e 58 mm, la lunghezza del piede tra 18 e 23 mm, la lunghezza delle orecchie tra 12 e 16 mm e un peso fino a 97 g.

### Aspetto
Le parti superiori sono marroni scure, mentre le parti ventrali grigiastre. Sono presenti 5 cuscinetti sulla pianta dei piedi. La coda è più corta della testa e del corpo ed è uniformemente scura. Sono presenti 5 cuscinetti carnosi sulla piante dei piedi. Il cariotipo è 2n=38 FN=50-52.

## Biologia

### Comportamento
É una specie terricola. Il territorio è organizzato attorno a una complessa tana, che si trova all'interno di un tumulo di terra di 60–100 cm di diametro e alto fino a 40 cm, solitamente sotto un arbusto o un albero. Ogni tana ha 3-10 nidi, collegate da gallerie. Le tane sono collegate ai siti di foraggiamento tramite percorsi.

### Alimentazione
Si nutre principalmente di parti verdi di carici ed erbe, tra cui la gramigna, manna del genere Glyceria e Camalagrostis, entrambe della famiglia delle Poaceae.

### Riproduzione
Si riproduce tra aprile e settembre. Danno alla luce 3-12 piccoli 2-4 volte l'anno e gli intervalli tra le gravidanze sono di 18-90 giorni. La gestazione dura 17-20 giorni.

## Distribuzione e habitat
Questa specie è limitata a tre piccole zone nella Siberia meridionale, tra la Buryatia nord-orientale e il Territorio della Transbajkalia settentrionale.
Vive in ambienti ripariali della zona boreale della foresta di conifere. Frequenta prati umidi di carice, collinette con arbusti nei letti dei fiumi d'acqua alta regolarmente allagati.

## Conservazione
La IUCN Red List, considerato l'areale ristretto, la mancanza di informazioni sulla popolazione, la tendenza e le eventuali minacce, classifica A.mujanensis come specie con dati insufficienti (DD).